# Santa Giovanna Antida Thouret (titolo cardinalizio)
Santa Giovanna Antida Thouret (in latino Titulus Sanctae Ioannae Antidae Thouret) è un titolo cardinalizio istituito da papa Francesco il 7 dicembre 2024. Il titolo insiste sulla chiesa di Santa Giovanna Antida Thouret nel quartiere Fonte meravigliosa, sede della parrocchia della diocesi di Roma istituita il 1º giugno 1980.
Dal 7 dicembre 2024 il primo titolare è il cardinale belga Dominique Joseph Mathieu, O.F.M.Conv., arcivescovo di Teheran-Ispahan.

## Titolari
- Dominique Joseph Mathieu, O.F.M.Conv., dal 7 dicembre 2024